# Polizeiverein Hamburg
Der Polizeiverein Hamburg e. V. wurde 1991 gegründet. Ziel ist die Förderung des Vertrauensverhältnisses zwischen Polizei Hamburg und Öffentlichkeit.
Der Polizeiverein unterstützt die Polizei bei dieser Vertrauenswerbung. Ähnlich wie ein Schulverein für eine Schule kann er der Polizei  da helfen, wo im öffentlichen Haushalt kein Geld zur Verfügung steht. Der Polizeiverein Hamburg ist gemeinnützig, überparteilich und unabhängig.
Am 26. Juni 1991 erfolgte der Eintrag in das Vereinsregister beim Amtsgericht Hamburg.
Gründer und von 1993 bis Ende 2014 Vorsitzender ist der Jurist Dirk Reimers. Seit Ende 2014 ist der ehemalige Hamburger Polizeipräsident Werner Jantosch Vorsitzender des Polizeivereins.
Seit Gründung hat der Verein weit über eine Million Euro  bereitgestellt (Stand: September 2011).
Seit Vereinsgründung 1991 steht der Aufbau eines Polizeimuseums in der Satzung. Hier sieht der Polizeiverein einen besonderen Schwerpunkt und will dazu beitragen, die erforderlichen Spendenmittel zu beschaffen. Mit Unterstützung des Vereins wurde 2014 auf dem Gelände der Landespolizeischule das bundesweit einzigartige, moderne, interaktive Polizeimuseum Hamburg eingerichtet. Die inhaltliche Ausrichtung des Museums wurde Ende 2010 öffentlich kritisiert. Seit Dezember 2010 berät ein wissenschaftlicher Beirat in geschichtswissenschaftlichen Fragen.